# П36
П36 (паровоз 36-го типа, часто в литературе обозначается как тип 2-4-2; иногда ошибочно — Победа) — советский магистральный пассажирский паровоз, выпускавшийся Коломенским заводом с 1950 по 1956 годы. По мощности он был эквивалентен паровозу серии ИС, но имел нагрузку от осей на рельсы не более 18 тс, благодаря чему мог эксплуатироваться на подавляющем большинстве советских железных дорог, заменив паровозы серии Су и заметно повысив вес пассажирских поездов. Последний паровоз серии (П36-0251) стал последним паровозом Коломенского завода и последним выпущенным в СССР пассажирским паровозом.
Вопреки распространённому заблуждению, паровозом «Победа» является Л, а не П36. Паровозы серии Л выпускались с 1945 года и официально носили обозначение серии П — «Победа» — до января 1947 года.
Получил прозвище «Генерал» за характерные цветные полосы («лампасы») по бокам.

## История локомотива

### Предпосылки к появлению
К началу 1940-х годов основу пассажирского локомотивного парка советских железных дорог составляли паровозы серии Су (более 2 тыс. локомотивов). Эти паровозы были спроектированы в середине 1920-х годов и пользовались репутацией надёжного и экономичного локомотива. Нагрузка от их движущих осей на рельсы была в пределах 18 тс, что позволяло эксплуатировать их на всех железных дорогах Советского Союза. Однако малые мощность (около 1500 л. с.) и сцепной вес (54—55 т) этих паровозов не позволяли существенно увеличить вес пассажирских поездов.

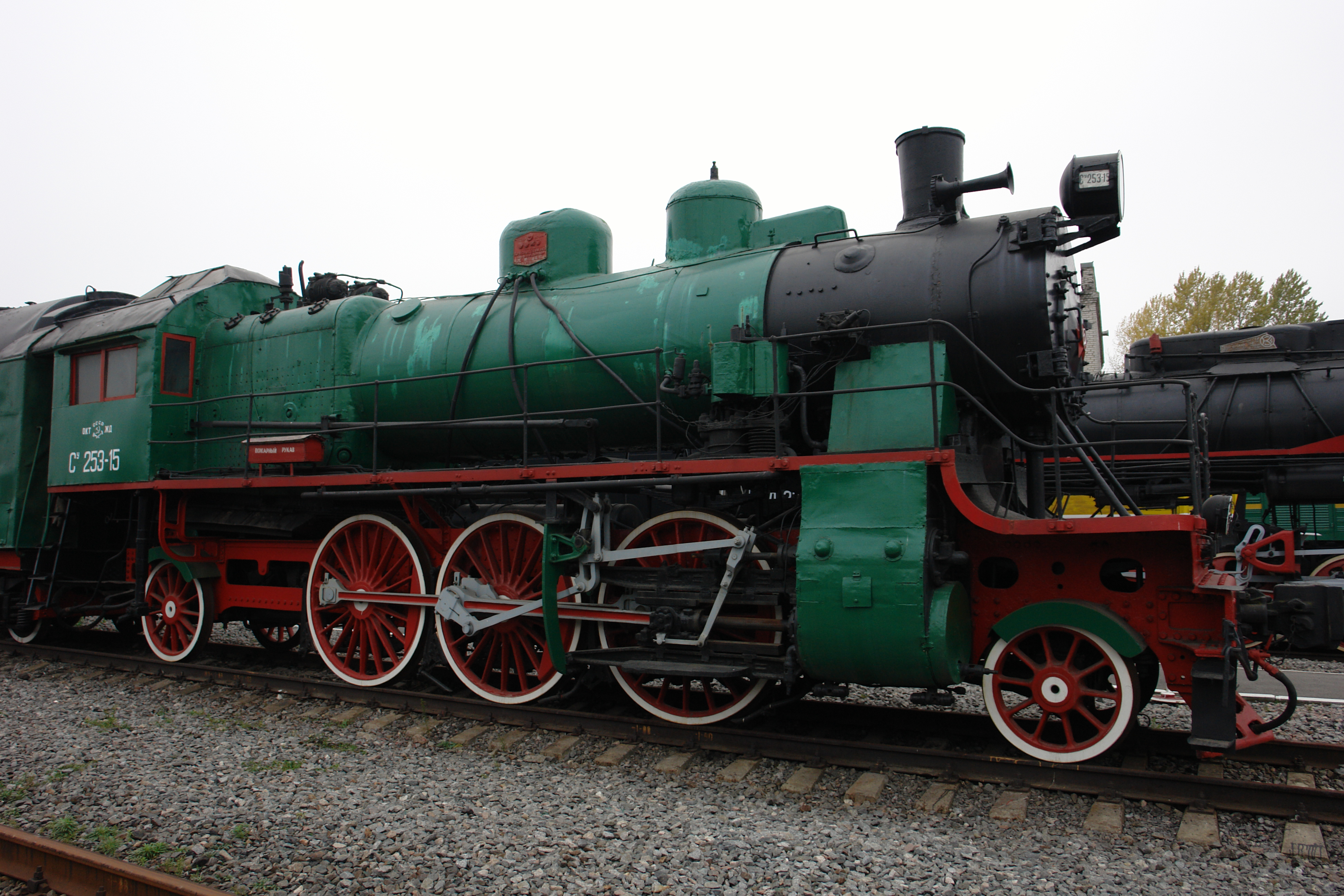
Паровоз серии С^{у} завода «Красное Сормово»

К началу 1930-х годов на Коломенском заводе был спроектирован, а в 1932 году построен новый пассажирский паровоз, который получил обозначение серии ИС. Паровоз ИС имел сцепной вес 80 т, а по мощности (до 3200 л. с., в эксплуатации — 2500 л. с.) превосходил паровоз Су вдвое. По конструкции он был унифицирован с паровозом серии ФД, что облегчало ремонт. В 1934 году паровоз ИС был принят основной единицей пассажирского локомотивного парка. Однако из-за высоких осевых нагрузок (20,2 тс) данный паровоз не мог эксплуатироваться на большинстве советских железных дорог, поэтому было выпущено лишь 649 локомотивов этой серии (в три раза меньше, чем паровозов Су).
После окончания Великой Отечественной войны, в связи с восстановлением народного хозяйства, на железных дорогах сильно возрос объём пассажирских перевозок. Возникла необходимость в пассажирских паровозах с осевой нагрузкой 18 тс (более высокую нагрузку восстановленные железнодорожные пути не допускали), поэтому уже в 1947 году на заводе «Красное Сормово» был восстановлен выпуск паровозов Су. Паровозы Су часто работали двойной тягой из-за того, что к тому времени вес пассажирских поездов сильно возрос. Для их замены требовался паровоз с более высокими тяговыми характеристиками, но с осевой нагрузкой не выше 18 тс.

### Проектирование
В 1946 году Всесоюзный научно-исследовательский институт железнодорожного транспорта (ВНИИЖТ) установил основные параметры для пассажирского паровоза. Исходя из двух установленных в то время номинальных значений нагрузок от движущих колёсных пар на рельсы (18 и 22,5 тс) и 4 градаций мощности (3000, 2500, 2000 и 1500 л. с.), были разработаны эскизные проекты пассажирских паровозов:
- 3000 л. с. (эквивалентен паровозу УУ) — типы 2-4-2 и 2-3-2 с осевой нагрузкой 22,5 тс;
- 2500 л. с. (эквивалентен паровозу ИС) — типы 2-4-2 и 1-4-2 с осевой нагрузкой 18 тс;
- 2000 л. с. (эквивалентен паровозу Л) — типы 1-4-1 и 2-3-2 с осевой нагрузкой 18 тс;
- 1500 л. с. (эквивалентен паровозу Су) — типы 2-3-1 и 1-3-2 с осевой нагрузкой 18 тс.

В результате анализов различных вариантов паровозов работники ВНИИЖТа пришли к выводу, что полностью удовлетворять всем эксплуатационным свойствам смогут паровозы типа 2-4-2 с осевой нагрузкой 22,5 тс (мощность 3000 л. с.) и 18 тс (мощность 2500 л. с.). Так как наиболее нужным в то время был паровоз с осевой нагрузкой не выше 18 тс, то в 1947 году Коломенскому заводу был передан заказ на постройку пассажирского паровоза типа 2-4-2. На заводе проектирование нового паровоза велось под руководством главного конструктора Л. С. Лебедянского инженерами Г. А. Жилиным, И. И. Сулимцевым и другими.

### Первый паровоз

Опытный паровоз П36-0001 в депо Москва-Октябрьская. 1950 год

В марте 1950 года было закончено изготовление первого опытного паровоза типа 2-4-2, которому присвоили заводское наименование П36-0001, то есть паровоз 36-го типа (паровоз ФД) № 0001. На нём были реализованы все достижения в области советского паровозостроения: цельносварной котёл, механический углеподатчик, воздушный привод реверса, брусковая рама, водоподогреватель; все буксы локомотива и тендера были оснащены роликовыми подшипниками. Его сцепной вес составлял 75 т, а общая масса в рабочем состоянии — 135 т.
В том же году паровоз был отправлен на Октябрьскую железную дорогу в локомотивное депо Москва-Октябрьская. Там его подвергли тяжёлым испытаниям, в ходе которых машинист Н. А. Ошац несколько раз водил этим локомотивом грузовые поезда по участку Ленинград-Сортировочный-Московский — Ховрино по графику пассажирских поездов. Испытания подтвердили хорошие тягово-теплотехнические качества нового паровоза. При форсировке котла 70—75 кгс/(м²·ч) локомотив развивал мощность 2500—2600 л. с., а при скорости 61 км/ч в течение 1 часа удалось реализовать форсировку 91 кгс/(м²·ч). При скорости 86,4 км/ч была достигнута максимальная мощность — 3077 л. с. (паровоз ИС — 3200 л. с.), а максимально реализованный коэффициент полезного действия оказался равен 9,22 % — самый высокий среди всех советских пассажирских паровозов (всего на 0,05 % ниже, чем у грузового паровоза серии ЛВ. У паровоза серии ИС КПД был равен 7,45 %, а у скоростного 2-3-2К — 8,23 %). При работе с поездами на участке Москва — Бологое паровоз П36 на единицу работы потреблял топлива на 2 % меньше, чем паровозы Су, а при работе на участке Москва — Скуратово (Московско-Курская железная дорога) расход топлива у паровоза П36 был на 19—22 % меньше, чем у паровозов ИС.

### Серийные паровозы
Так как результаты испытаний первого паровоза оказались положительными, Коломенскому заводу был выдан заказ на изготовление опытной партии. В 1953 году завод выпустил паровозы № 0002—0005, а в 1954 — № 0006. В отличие от первого паровоза, на них были установлены скользящая (вместо гибкой) передняя опора топки, усиленные буксы движущих колёсных пар, саморегулирующиеся буксовые клинья. С целью снизить вес локомотива на паровозах № 0002—0006 было установлено конусное устройство (вместо вентилятора, как на № 0001), упрощена декоративная обшивка и снято тормозное оборудование с бегунковой тележки. Однако общая масса изменилась незначительно, так как при этом был усилен ряд элементов экипажной части (особенно рамы тележек) и движущего механизма. Эти паровозы были отправлены для испытаний на различные дороги: № 0003 и 0004 на Московско-Курскую, № 0002 и 0005 на Красноярскую, № 0006 на экспериментальное кольцо ВНИИЖТа.
Внеся очередные небольшие изменения в конструкцию, Коломенский завод в 1954 году выпустил установочную партию паровозов (№ 0007—0036). Эти паровозы были отправлены на Московско-Рязанскую и Октябрьскую дороги. Благодаря конструкционным изменениям сцепной вес был снижен до 72,4 т, а общая масса — до 133,2 т, поэтому в конце того же года паровоз П36 был принят к серийному производству. В 1955 году Коломенский завод построил 125 (№ 0037—0161) таких локомотивов, а в 1956 — 90 (№ 0162—0251). В процессе их производства завод продолжал вносить некоторые изменения в конструкцию. Так на паровозах с № 0037 были усилены подвески рессор, и стала применяться пароразборная колонка с цельнолитым корпусом (вместо комбинированного). С № 0104 число секций колосниковой решётки было увеличено с 2 до 4, при этом их индивидуальный привод был заменён на групповой. Паровозы № 0145 и 0146 в качестве опыта были оборудованы увеличителем сцепного веса, который за счёт разгрузки бегунковых и поддерживающих осей увеличивал сцепной вес на 6—6,5 тонн.
Однако, едва начавшись, серийное производство было вскоре прекращено. Это было связано с тем, что в феврале 1956 года на XX съезде КПСС было принято указание о «широком внедрении электровозов и тепловозов», а также о прекращении строительства паровозов. 29 июня того же года Коломенский завод построил свой последний паровоз — П36-0251. На дверце дымовой коробки и дымоотбойных щитах этого локомотива было написано: «1869 г. 10420 1956 г. Последний паровоз постройки Коломенского завода им. В. В. Куйбышева» (10 420 — заводской номер паровоза). В тот же день того же года завод выпустил тепловоз ТЭ3-1001, тем самым окончательно перейдя на производство тепловозов.

## Конструкция

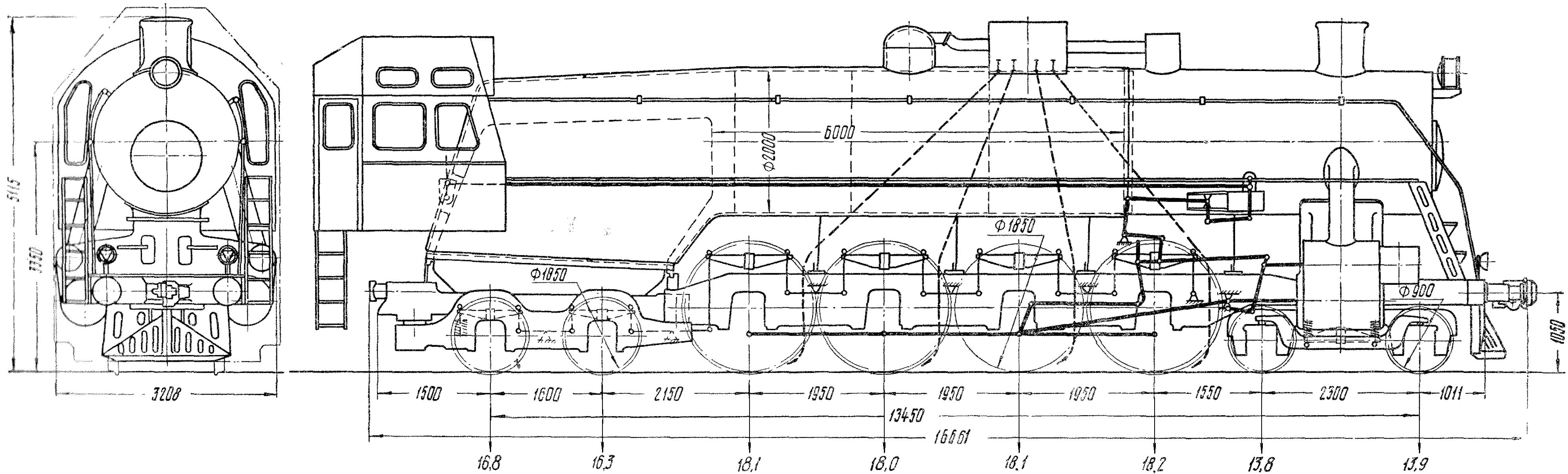
Основные размеры паровоза П36.

### Экипажная часть
Ходовая часть паровоза состоит из главной рамы и двух двухосных тележек (бегунковая и поддерживающая). Главная рама собрана из стальных прокатных брусков толщиной полотен 140 мм — как у паровозов Л и ЛВ. В передней части рамы расположен буферный брус, на который устанавливается автосцепка СА-3, а в задней части установлен стяжной ящик, который служит для соединения паровоза с тендером. Все оси паровоза оборудованы роликовыми подшипниками.
Все колёсные пары паровоза выполнены с дисковыми колёсными центрами. Диаметр движущих колёс составляет 1850 мм, как у паровозов Су и ИС. Ведущей колёсной парой является вторая движущая ось — на неё непосредственно передаётся усилие от паровой машины. Для лучшего вписывания в кривые передняя и задняя тележки имеют возможность отклонения, при этом шкворень первой тележки находится в её геометрическом центре, а у задней — в передней части. Отклонение первой тележки от продольной оси локомотива составляет ±100 мм (по крайним точкам), первой поддерживающей оси — ±70 мм, задней поддерживающей оси — ±155 мм, разбег первой, третьей и четвёртой движущих осей составляет 5 мм.
Рессорное подвешивание выполнено на листовых рессорах (исключение составляет передняя тележка — в её рессорном подвешивании были применены витые пружины), которые соединены продольными балансирами. Все рессоры разделены на 2 группы, также отдельные 2 точки подвешивания имела передняя тележка (как на скоростных паровозах 2-3-2К и 2-3-2В). Таким образом вся система подвешивания паровоза была 4-точечной (статически неопределимой). Жёсткость листовых рессор составляет 103 кгс/мм, витых пружин — 109 кгс/мм.

### Котёл

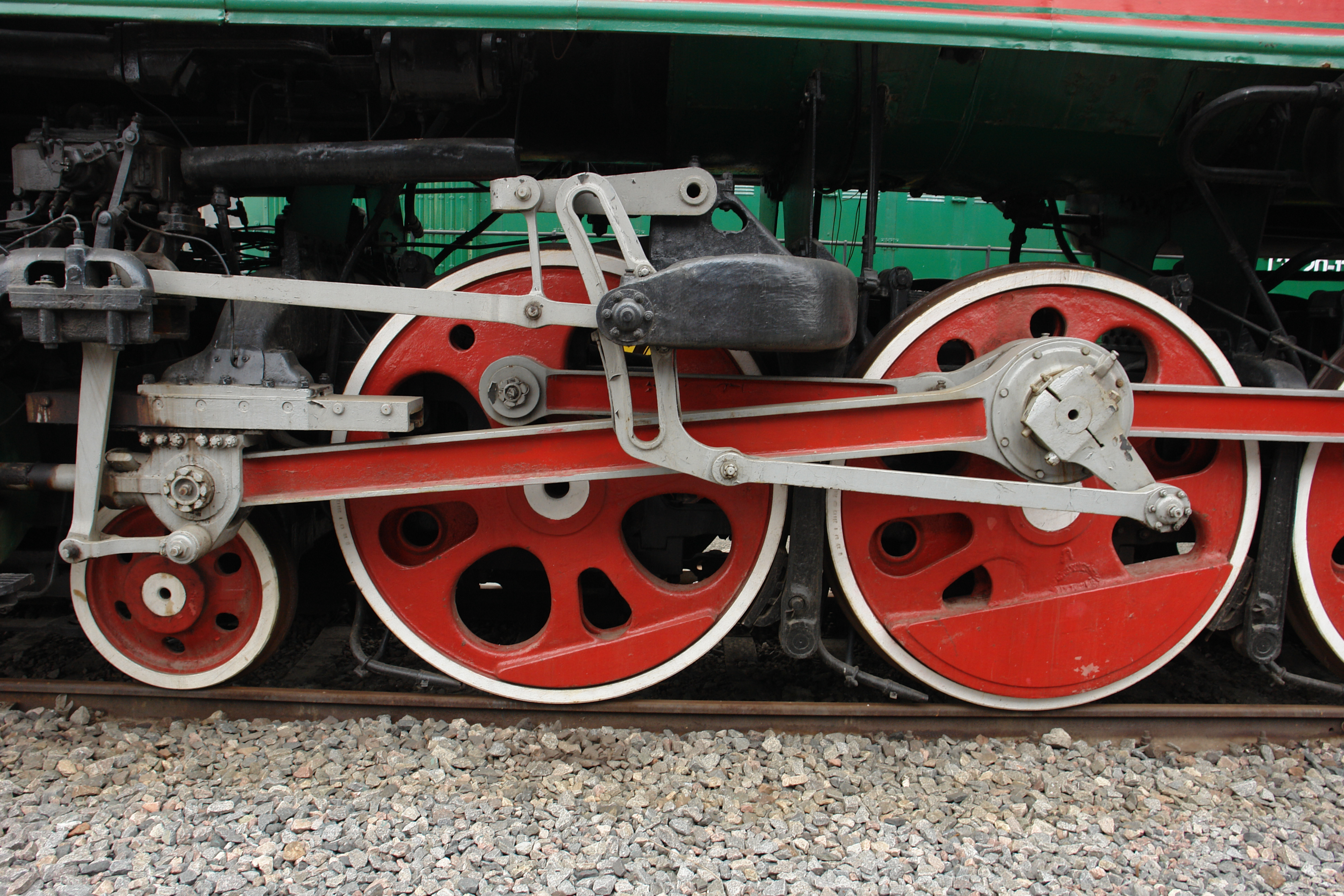
Вид на движущий механизм

На паровозе установлен мощный паровой котёл, который имеет несколько избыточную производительность: при работе паровоза на максимальной мощности истощение котла (снижение количества пара) не наблюдалось. Котёл цельносварной, причём его гарнитура аналогична гарнитуре котла паровоза Л. В цилиндрической части котла расположены 66 дымогарных и 50 жаровых труб, которые по диаметрам такие же, как и на опытном паровозе П34. Конструкция пароперегревателя аналогична П34. Топка котла достаточно развитая с площадью колосниковой решётки 6,75 м² и с пневматическим приводом колосников. Также в топке установлены 4 циркуляционные трубы. В дымовой коробке на первом паровозе располагался вентилятор (служил для увеличения тяги воздуха в топке), но из-за частых поломок его вскоре сменили на конусное устройство, которое устанавливалось и на серийных паровозах.

### Машина
Машина простая с диаметром цилиндров 575 мм и ходом поршня 800 мм. Цилиндры блочного типа, отлиты полублоками заодно с золотниковыми камерами и опорами для котла. Эти 2 полублока соединены болтами в один блок и установлены сверху на раму. Золотники цилиндрические диаметром 300 мм, парораспределительный механизм системы Гейзингера, который достаточно удобен для ремонта и надёжен в эксплуатации.

### Тендер

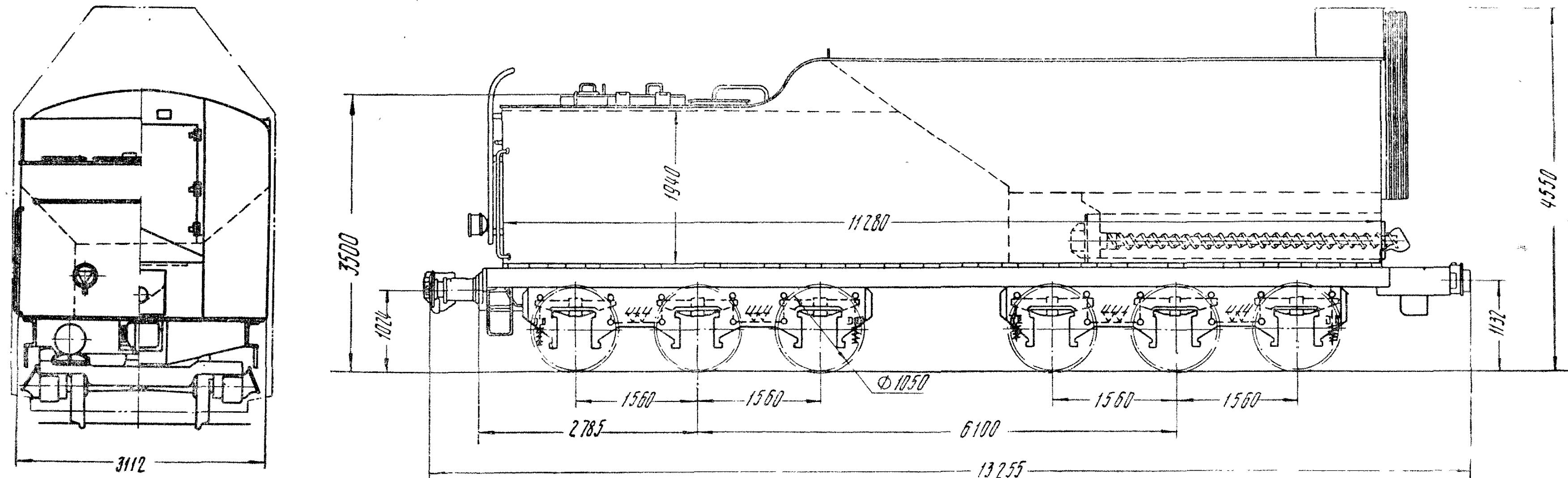
Основные размеры тендера типа П58

К первому паровозу (П36-0001) был прицеплен 6-осный тендер типа П35 (такой прицепляли к опытным паровозам 23-001 и П34), но с № 0002 стали прицеплять 6-осные типа П58 (такие вскоре стали прицеплять и к паровозам ЛВ). Ходовая часть этого тендера состоит из 2 трёхосных тележек с диаметром колёс 1050 мм. Для подачи угля в топку на тендере установлен механический углеподатчик С-3 (применялся с 1945 года ещё на первых паровозах серии Л), который размещён внизу угольного ящика и перемещает уголь с помощью 3-винтового конвейера. Приводом углеподатчика является быстроходная паровая машина.

### Прочее
Для повышения экономичности паровоз оборудован водоподогревателем смешения конструкции Брянского завода. Для получения электроэнергии установлены 2 турбогенератора (рабочий и резервный) мощностью по 1 кВт. Также на паровозе П36 самая большая будка машиниста среди всех ранее построенных советских паровозов.

## Эксплуатация

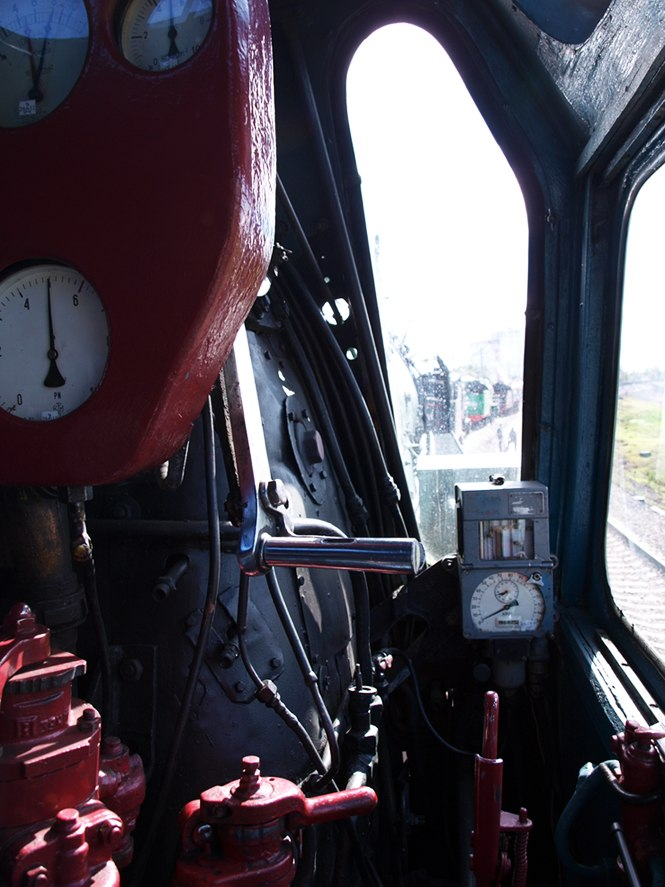
Вид с места машиниста (П36-0031)

Паровозы П36 направлялись на Красноярскую, Калининскую, Белорусскую, Сталинскую, Октябрьскую, Куйбышевскую и Северную железные дороги. На этих дорогах паровозы П36 в основном работали на главных линиях с дальними поездами, с которыми к тому времени, как правило, работали паровозы Су. В частности, П36 работали на линиях Москва — Скуратово, Москва — Рязань — Мичуринск, Москва — Рязань — Пенза — Куйбышев — Похвистнево, Москва — Ленинград, Москва — Муром, Красноярск — Тайшет, Красноярск — Иланская, Москва — Минск, Синельниково — Мелитополь — Симферополь, Александров — Ярославль и другие. Замена Су на П36, который превосходил их по мощности вдвое, позволяла увеличить не только вес поездов, но и скорость. Так, например, при переводе магистрали Москва — Ленинград на обслуживание паровозами П36 время хода пассажирских поездов сократилось на 1 час 45 минут и составило 9 часов 30 минут — лучший результат в регулярной эксплуатации для паровой тяги на этой магистрали, участковая скорость при этом возросла с 58 до 69 км/ч. Массовый перевод железнодорожных линий на тягу тепловозами и электровозами привёл к отстранению паровозов П36 и переводу их на отдалённые либо менее загруженные железные дороги. Так уже в 1958 году паровозы перестали обслуживать пассажирские поезда на магистрали Москва — Ленинград. П36 стали работать на Восточно-Сибирской, Забайкальской, Дальневосточной и Львовской железных дорогах. Но вскоре и на этих линиях паровозы стали заменять тепловозами (в основном ТЭП60) и электровозами (ЧС2, ЧС4, ВЛ60п). По воспоминаниям ветерана депо Могзон А. Е. Ефременкова, могзонские машинисты на 240-километровом плече до Карымской вплоть до 1973 года успешно водили на П36 фирменный поезд «Россия» (Москва — Владивосток) одним паровозом по крутым склонам и кривым забайкальского пути, преодолевая Яблоневый перевал и мастерски выдерживая расписание («выдерживать ход»).

И бежала «Россия» с во главе с красавцем-паровозом по таким местам, где впору на каждом километре восклицать: «Какая же необъятная страна!».

Последним годом работы П36 считается 1974 год, когда их ещё эксплуатировали в депо Могоча и Белогорск Забайкальской железной дороги. Тем не менее, на 1 января 1976 года в инвентарном парке МПС ещё числились 247 паровозов П36, которые находились на Белорусской (15 паровозов), Северной (9 паровозов), Восточно-Сибирской (14 паровозов), Забайкальской (150 паровозов) и Дальневосточной (59 паровозов) железных дорогах.
В начале 1990-х часть списанных паровозов была незаконно продана в Северную Корею на металлолом.

## Сохранившиеся паровозы

### В рабочем состоянии
- П36-0027 — в депо Подмосковная, Мск. Ж. Д.
- П36-0031 — Златоуст (Челябинская область). 18.07.2012 перевезён на станцию Подмосковная Московской железной дороги[13].
- П36-0032 — Петербург-Сортировочный-Московский (ТЧ-7)[13].
- П36-0064 — Ранее стоял в Брестском МЖТ, в 2019 году вывезен в депо ТЧ-7 Брест для восстановления.
- П36-0071 — Ранее стоял в музее «Паровозы России» в Нижнем Новгороде, в 2022 году снят с постамента и вывезен в Тихорецк для восстановления до действующего состояния[14], в 2023 году доставлен обратно в Нижний Новгород. С мая 2023 года используется для вождения туристических поездов по Горьковской железной дороге[15].
- П36-0107 — Кругобайкальская железная дорога (депо станции Слюдянка), будет использоваться для ретро-туров (был памятником в 1986—2019 годах, впоследствии восстановлен)  Архивная копия от 30 октября 2020 на Wayback Machine.
- П36-0110 — в депо Подмосковная.
- П36-0120 — локомотивное депо имени Ильича, г. Москва.[13] (был памятником в 1983—2013 годах, впоследствии восстановлен).
- П36-0147 — ТЧЭ-1 Ярославль-Главный. Сев. Ж. Д.
- П36-0218 — экспозиционная площадка Музея истории Северо-Кавказской железной дороги. Используется в ретро-движении. Сев. Кав. Ж. Д.

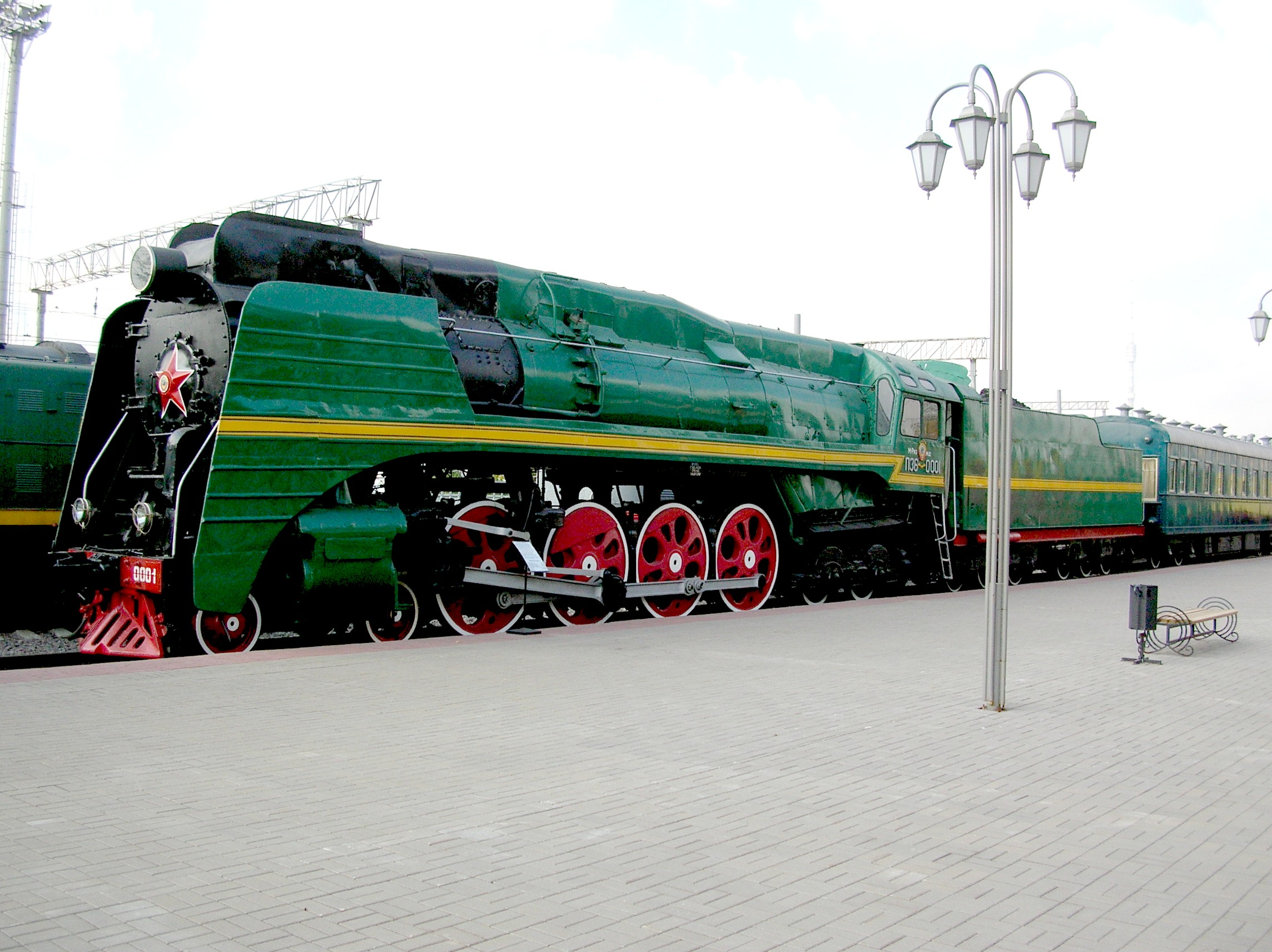
П36-0001. Московский железнодорожный музей. 2006 год
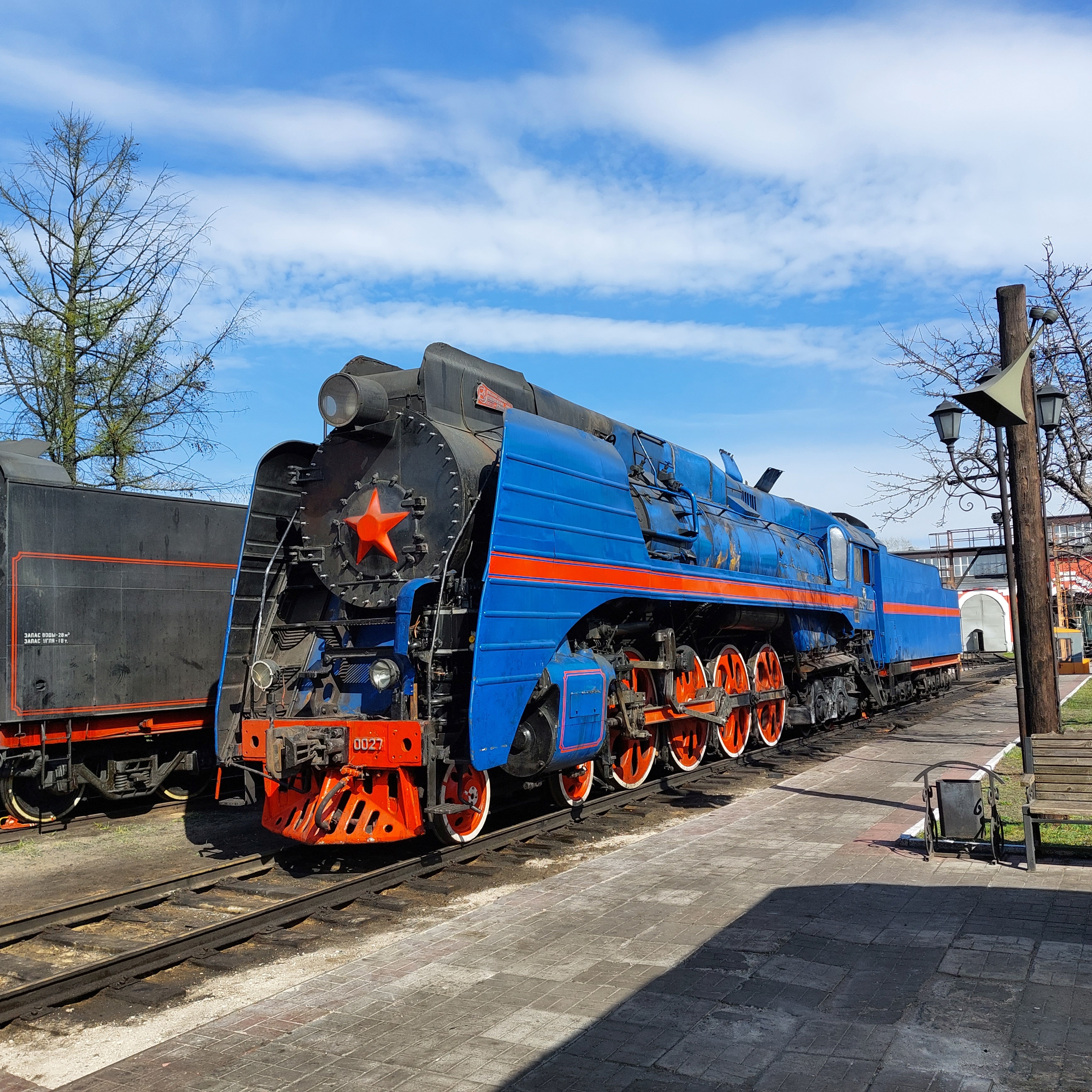
П36-0027 в паровозном депо «Подмосковная»
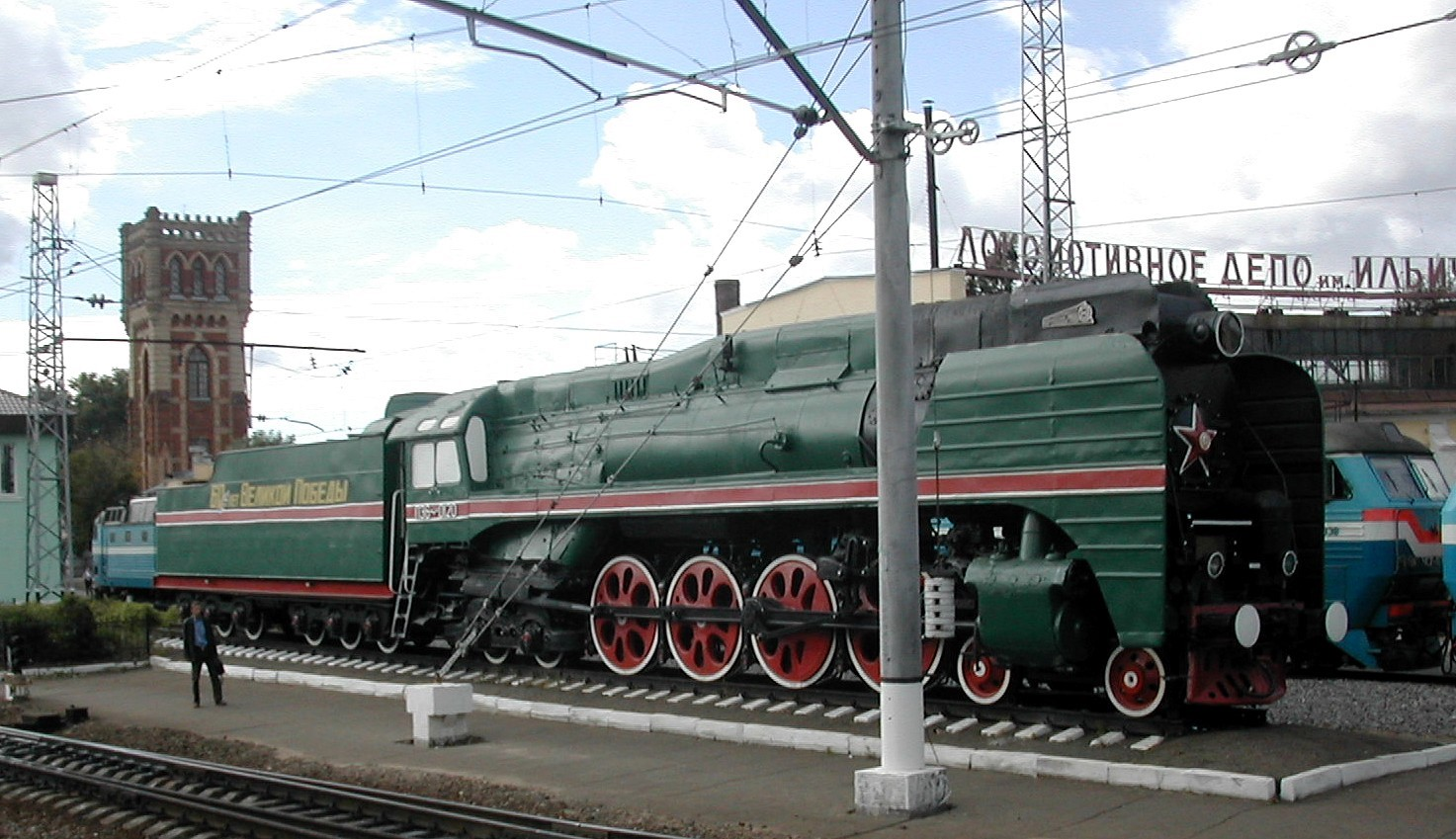
П36-0120. Москва. Белорусский вокзал
- П36-0120 отправляется со станции Павловский Посад в сторону Владимира. Январь 2016 года
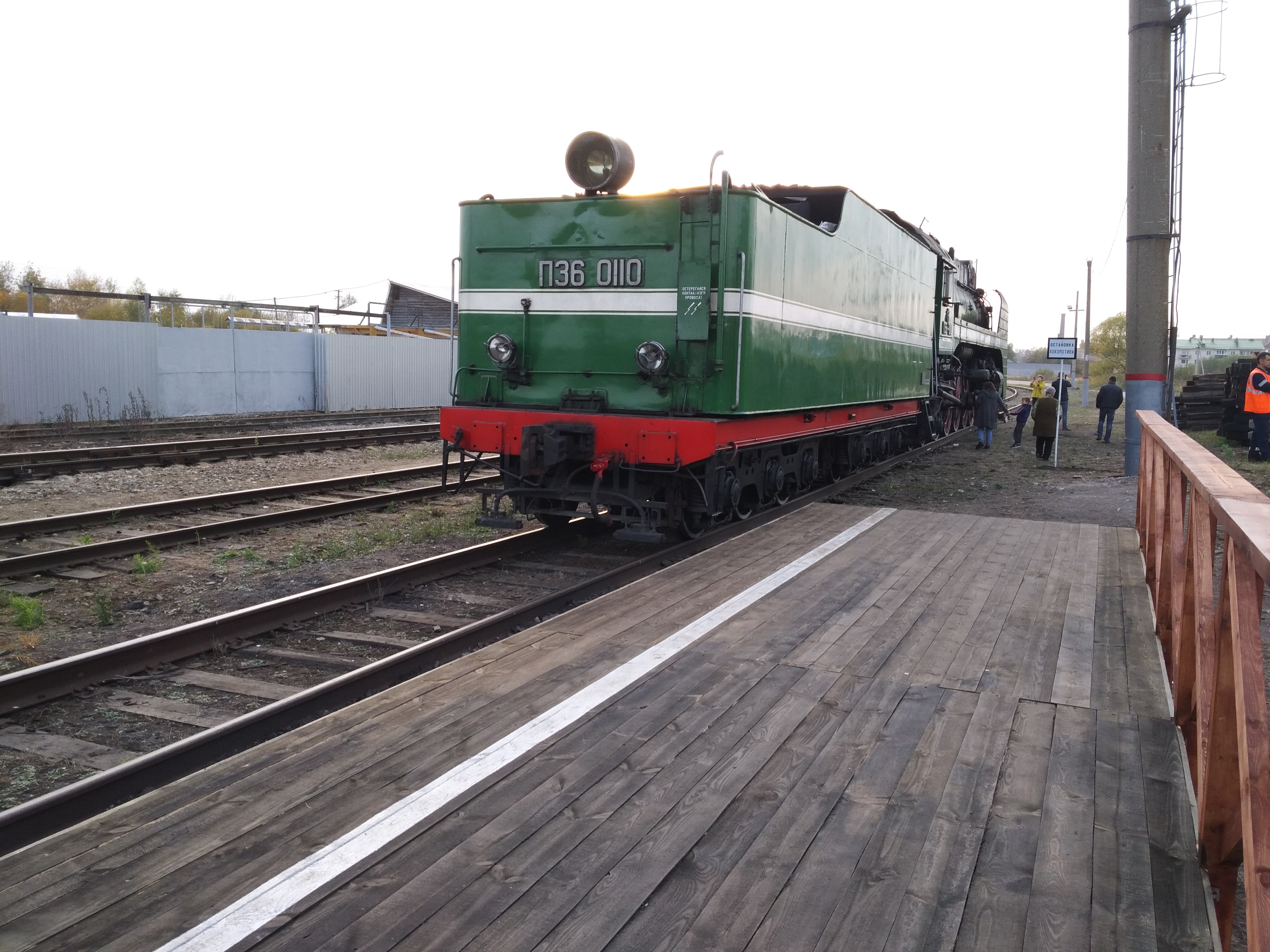
П36-0110 в Переславле-Залесском 3 октября 2020 года (рейс с Рускеальским экспрессом)

### В музеях
- П36-0001 — был восстановлен в депо Рославль[13] и передан в Центральный музей железнодорожного транспорта. С 2006 года установлен в Музее Московской железной дороги на Рижском вокзале[16], в 2025-м году выставляется в музее «Паровозы России» в Нижнем Новгороде[источник не указан 39 дней].
- П36-0050 — Брестский железнодорожный музей.
- П36-0097 — Новосибирский музей железнодорожной техники.[13]
- П36-0123 — транспортный музей в Мукране (Германия).[13]
- П36-0182 — Челябинский железнодорожный музей.[13]
- П36-0228 — железнодорожный музей Дунд Гол в г. Улан-Батор (Монголия).[13]
- П36-0232 — Самарский железнодорожный музей
- П36-0249 — база запаса музея Октябрьской железной дороги на станции Шушары.[13]
- П36-0250 — Ташкентский железнодорожный музей[13]
- П36-0251 — Музей железных дорог России. Санкт-Петербург.

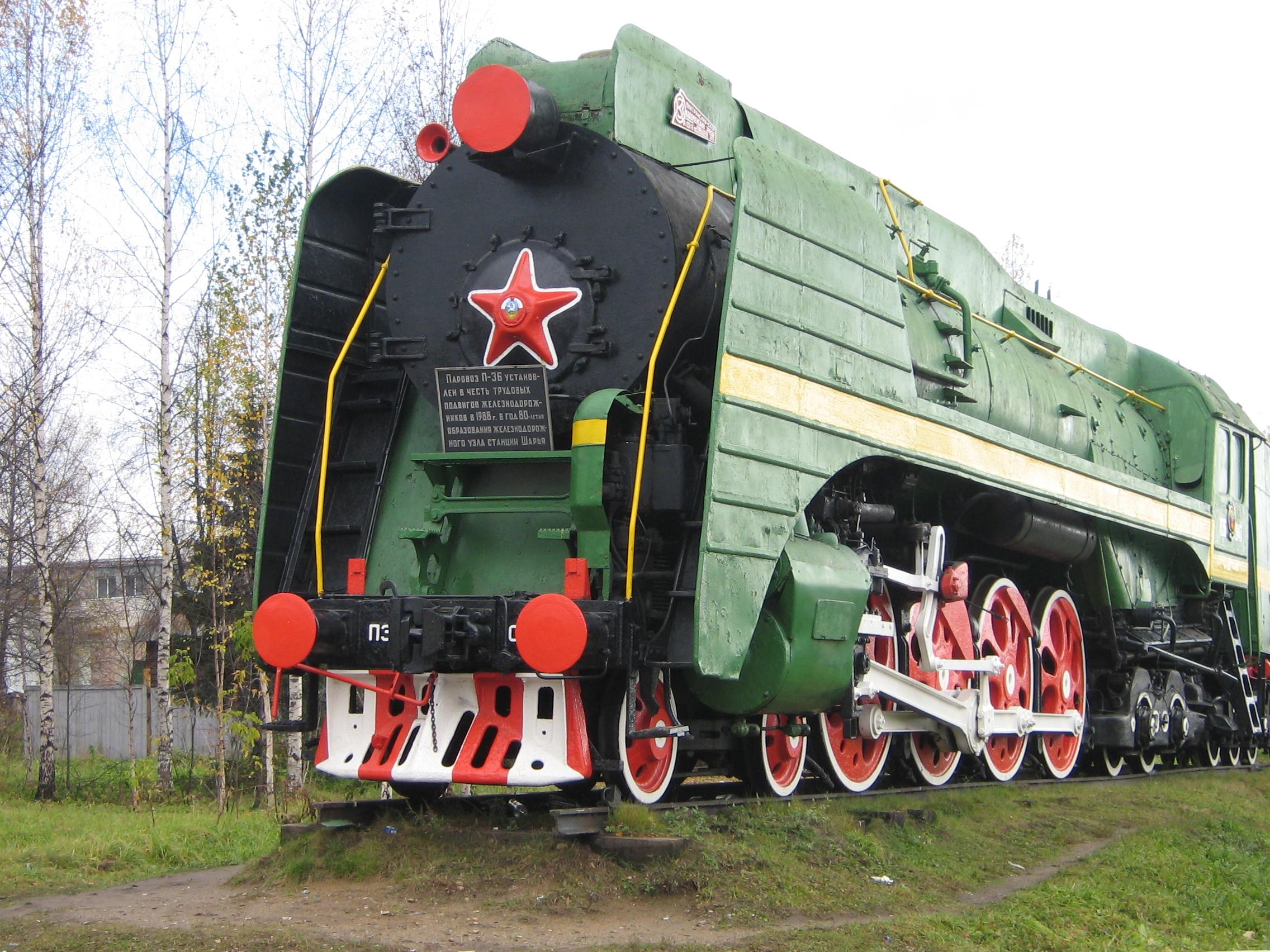
Паровоз П36-0147

### Паровозы-памятники

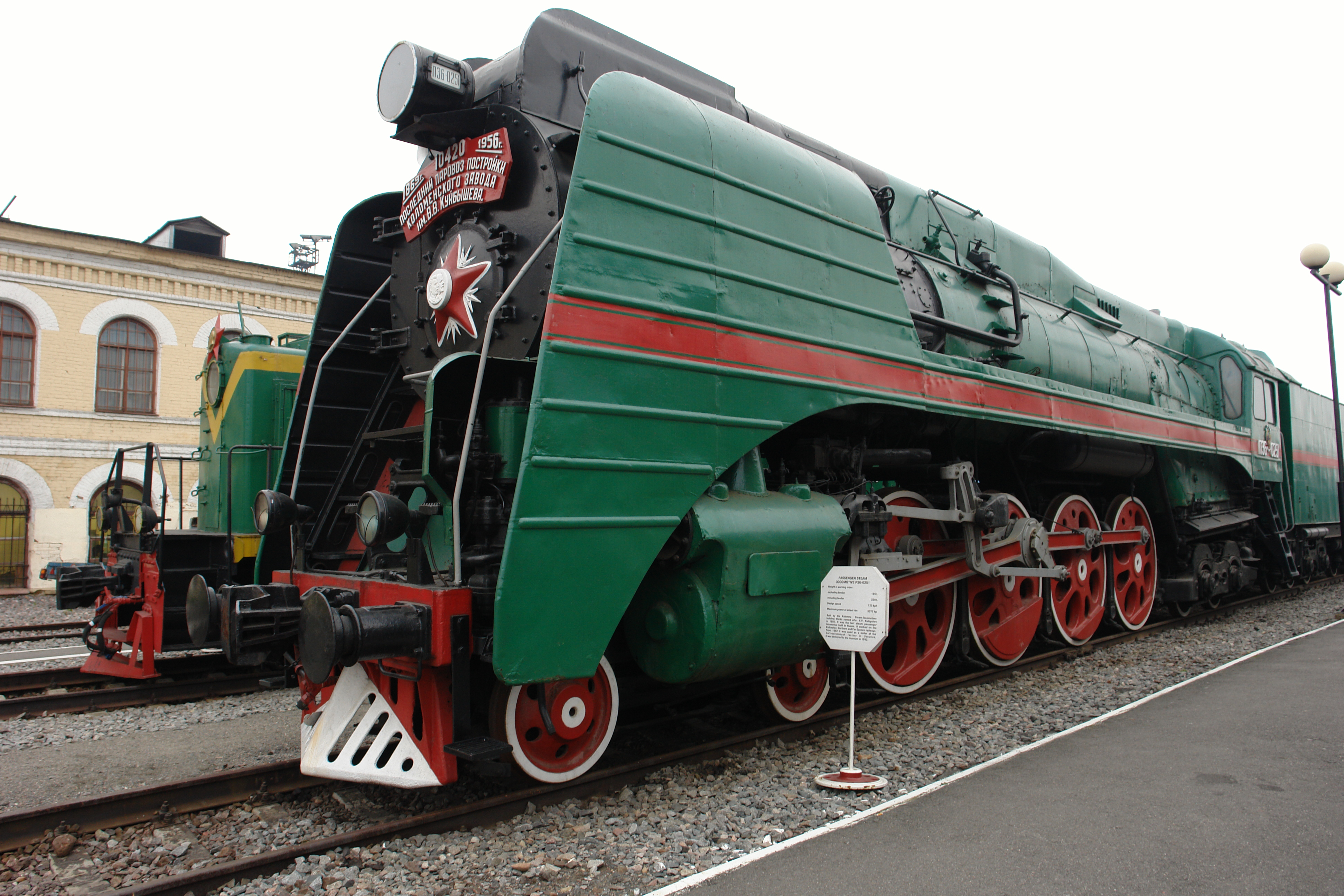
П36-0251 — последний паровоз серии и последний паровоз Коломенского завода

- П36-0091 — Сковородино (Амурская область).[13]
- П36-0094 — Белогорск (Амурская область).[13]
- П36-0107 — станция Иркутск-Сортировочный (Иркутская область).[13]
- П36-0111 — Орша (Витебская область).[13]
- П36-0124 — локомотивное депо, пгт. Чернышевск (Забайкальский край).[13]
- П36-0192 — станция Тайга (Кемеровская область).[13]

### Ретро-поезда
На сегодняшний день П36 продолжают работать на двух ретро-маршрутах:
- поезд «Селигер»: Бологое-1 — Осташков .
- Сортавала — Рускеала

## П36 в филателии
П36 — популярный сюжет железнодорожной филателии. Изображение паровоза П36, в частности, появлялось на почтовых марках (зубцовой и беззубцовой), выпущенных 23 февраля 1972 года почтовым ведомством Венгрии  (Mi #2733А/B). Изображение локомотива также имеется на марке Йемена  (Mi #323) (24 августа 1983, в составе блока), современной Монголии  (Mi #2375) (1992).
Дважды паровоз появлялся на почтовых марках Бутана: на почтовых миниатюрах, выпущенных 24 августа 2005 года, изображены паровоз П36-0097  (Mi #2446) (в составе малого листа почтовых марок) и паровоз П36-0032  (Mi #2446) (в составе почтового блока). 28 августа 1999 года П36 появился на почтовой марке Гренады (для северной части государства — южной части островов Гренадины)  (Mi #2358). 27 января 2004 года марка с изображением П36-0032 была выпущена почтовым ведомством Палау  (Mi #2390). 13 декабря 2004 года паровоз П36-0031 появился на почтовой марке Либерии  (Mi #4977) (в составе листа). Также локомотив (Транссибирский экспресс) был изображен на почтовых миниатюрах Антигуа и Барбуды (9 декабря 1991)  (Mi #1460), а также её зависимой территории — Барбуда (19 июня 1992)  (Mi #1386); Гайаны (23 декабря 1991)  (Mi #3746); Гренады (1987)  (Mi #1605), Того (2015, издание филателистической фирмы «Стамперия»), Гамбии (выпуск 31 июля 2001)  (Mi #4498), Танзании (1989)  (Mi #573); Мальдив (1992)  (Mi #1651 и 1652), Гвинеи (2015)  (Mi #11012 и Bl2498), Сьерра-Леоне (1995)  (Mi #2340), Коморских островов (2009)  (Mi #2285), острова Сент-Винсент (1991)  (Mi #1861) и округа Гренадины (18 ноября 1991)  (Mi #846) государства Сент-Винсент и Гренадины.
На полях почтового блока Республики Гвинея, изданного 7 декабря 2007 года, изображен паровоз П36-003Х с барельефным изображением лидеров СССР — Ленина и Сталина  (Mi #5040). В 2003 году почтовое ведомство Эритреи объявило «незаконным» выпуск почтового блока с маркой (номиналом 8 накфа и с эмблемой Ротари Интернешнл) с изображением паровоза П36.
Почтовые ведомства ни СССР, ни Российской Федерации не выпустили ни одной почтовой марки с изображением П36[значимость факта?].

## Эмблема

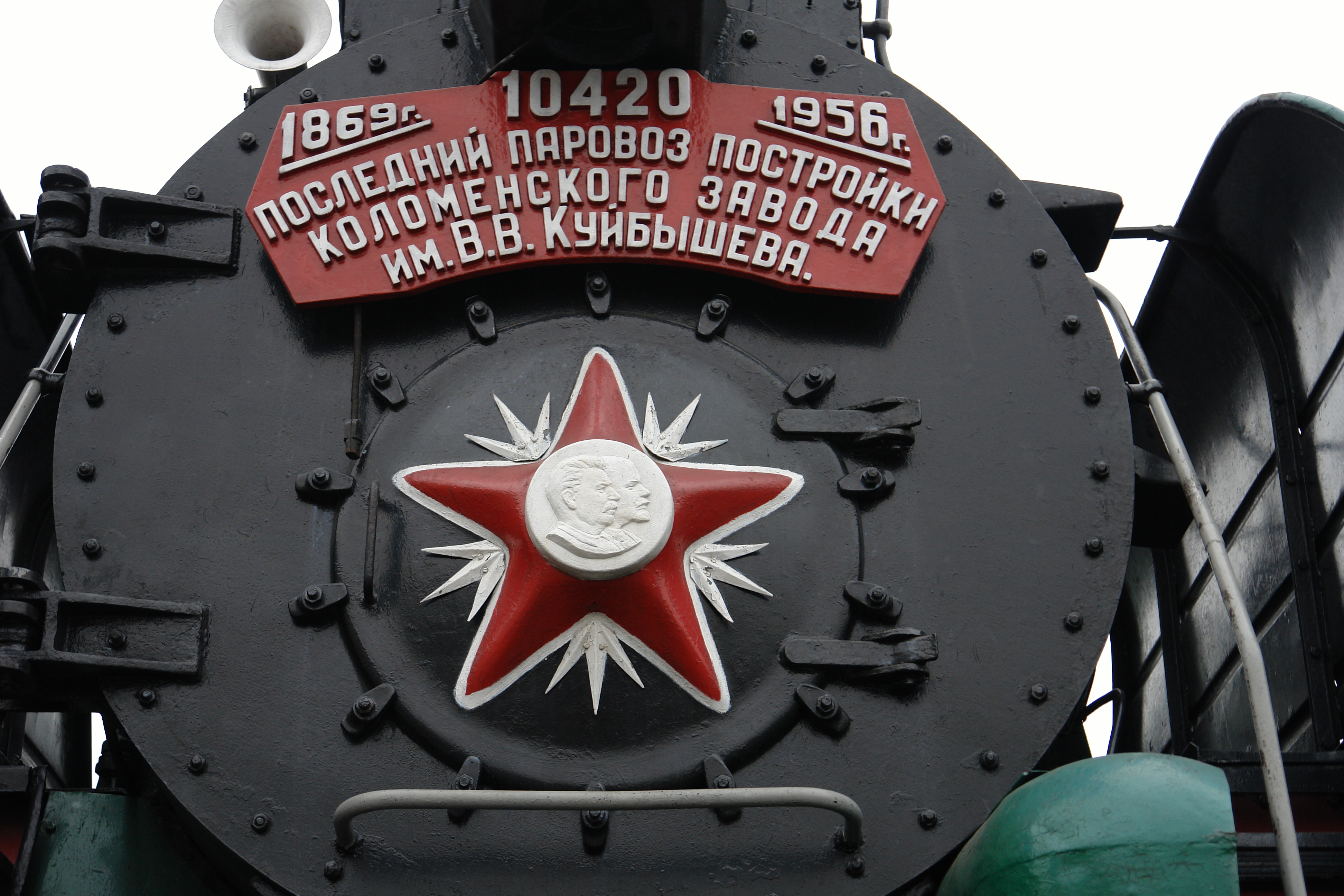
Барельефное изображение Ленина и Сталина на фронтоне паровоза П36-0251

Как правило, на фронтоне всех паровозов П36 располагалась — как и на паровозах Л и ЛВ — красная звезда с барельефным изображением руководителей СССР — В. И. Ленина и И. В. Сталина. После десталинизации, начатой XX съездом КПСС, центральный элемент звезды с изображением советских вождей с паровозов демонтировался и, как правило, заменялся на изображение герба СССР. В настоящее время изображение Сталина и Ленина, в частности, сохранилось на паровозе П36-0251, расположенном в Центральном музее Октябрьской железной дороги на бывшем Варшавском вокзале Санкт-Петербурга, а также на паровозах П36-0027 и П36-0032. После восстановления на паровозе 0027 также установлен герб СССР.